# Shin-Ei Animation
Shin-Ei Animation Co., Ltd. (jap. シンエイ動画株式会社 Shin'ei Douga Kabushiki-gaisha) – japońskie studio zajmujące się animacją i produkcją anime, założone 9 września 1976  w Nishitōkyō w aglomeracji Tokio.
W październiku 2010 roku poinformowano, że Shin-Ei Animation zostało przejęte przez TV Asahi.

## Produkcje
Aktualnie nadawane w japońskiej telewizji są napisane pogrubioną czcionką.

### Serie anime

#### 1970–1979
- Ore wa Teppei (jap. おれは鉄兵) (1977–78)
- Yagyukyo no Uta (jap. 野球狂の詩) (1977–79)
- Ikyuu-san (jap. 一球さん) (1978)
- Doraemon (jap. ドラえもん) (od 1979)
- Nihon Meisaku Douwa Series: Akai Tori no Kokoro (jap. 日本名作童話シリーズ 赤い鳥の心) (1979)

#### 1980–1989
- Kaibutsu-kun (jap. 怪物くん) (1980–82)
- Ninja Hattori-kun (jap. 忍者ハットリくん) (1981–87)
- Game Center Arashi (jap. ゲームセンターあらし) (1982)
- Fuku-chan (jap. フクちゃん) (1982–84)
- Perman (jap. パーマン) (1983–87)
- Oyoneko Bunyan (jap. オヨネコ ぶーにゃん) (1984)
- Pro Golfer Saru (jap. プロゴルファー猿) (1985–88)
- Obake no Q-Tarou (jap. オバケのq太郎) (1985–87)
- Esper Mami (jap. エスパー魔美) (1987–89)
- Ultra B (jap. ウルトラ B) (1987–89)
- Tsurupika Hagemaru (jap. つるピカハゲ丸) (1987–89)
- Shin Pro Golfer Saru (jap. 新プロゴルファー猿) (1988)
- Billy Ken (jap. ビリ犬) (1988–89)
- Oishinbo (jap. 美味しんぼ) (1988–92)
- Obocchama-kun (jap. おぼっちゃまくん) (1989–92)
- Billy Ken Nandemo Shoukai (jap. ビリ犬なんでも商会) (1989)
- Warau Salesman (jap. 笑ゥせぇるすまん) (1989–92)
- Chinpui (jap. チンプイ) (1989–91)

#### 1990–1999
- Gatapishi (jap. ガタピシ) (1990–91)
- Fujiko Fujio A no Mumako (jap. 藤子不二雄aの夢魔子) (1990)
- Happyakuyachou Hyouri Kewaishi (jap. 八百八町表裏化粧師) (1990)
- Dororonpa! (jap. どろろんぱっ！) (1991)
- 21-Emon (jap. 21エモン) (1991–92)
- Crayon Shin-chan (jap. クレヨンしんちゃん)(od 1992)
- Sasurai-kun (jap. さすらいくん) (1992)
- Ninpen Manmaru (jap. 忍ペンまん丸) (1997–98)
- Yoshimoto Muchikko Monogatari (jap. ヨシモトムチッ子物語) (1998)
- Heppoko Jikken Animation Excel Saga (jap. へっぽこ実験アニメーション, エクセル・サーガ) (1999-2000)
- Shuukan! Story Land (jap. 週刊ストーリーランド) (1999–2001)

#### 2000–2009
- Gekidou! Rekishi o Kaeru Otoko-tachi Anime Shizuoka-ken-shi (jap. 激動! 歴史を変える 男ーたち アニメ静岡ー県ー氏) (2000)
- Jungle wa Itsumo Hare nochi Guu (jap. ジャングルはいつもハレのちグゥ) (2001)
- Atashin'chi (jap. あたしンち) (2002–09)
- Bamboo Blade (jap. バンブーブレード) (2007-2008)
- Aoi Hitomi no Onna no Ko no Ohanashi (jap. 青い瞳の女の子のお話) (2009)
- Higurashi no Naku Koro ni Rei (jap. ひぐらしのなく頃に礼) (2009)
- Gokyoudai Monogatari (jap. ご姉弟物語) (2009–10)

#### 2010-2019
- Stitch! (jap. スティッチ!) (2010–2011)
- Kimezou no Kimarimonku Ja Kimaranee. Featuring Sabu-Otoko (jap. キメゾーの決まり文句じゃキマらねぇ。Featuring サブ男) (2011-2012)
- Area no Kishi (jap. エリアの騎士) (2012)
- Tonari no Seki-kun (jap. となりの関くん) (2014)
- Kaitou Joker (jap. 怪盗ジョーカー) (2014)
- Anime de Wakaru Shinryounaika (jap. アニメで分かる心療内科) (2015)
- Amaama to Inazuma (jap. 甘々と稲妻) (2016)
- Trickster -Edogawa Ranpo Shounen Tanteidan yori- (jap. TRICKSTER -江戸川乱歩「少年探偵団」より-) (2016)
- Youkai Apartment no Yuuga na Nichijou (jap. 妖怪アパートの幽雅な日常) (2017)
- Pochitto Hatsumei: Pikachin-Kit (jap. ポチっと発明 ピカちんキット) (2017-2020)
- Karakai Jouzu no Takagi-san (jap. からかい上手の高木さん) (2018-2022)
- Barangai 143 (jap. バランガイ 143) (2018-2019)
- Null Peta (jap. ぬるぺた) (2019-2020)

#### 2020-2023
- Hachi-nantte, Sore wa Nai Deshou! (jap. 八男って、それはないでしょう!) (2020)
- Anime Kapibara-san (jap. アニメカピバラさん) (2020)
- Idolls! (jap. アイドールズ!) (2021)
- Subarashiki Kono Sekai: The Animation (jap. すばらしきこのせかいThe Animation) (2021)
- Mashiro no Oto (jap. ましろのおと) (2021)
- Kakkou no Iinazuke (jap. カッコウの許嫁) (2022)
- Chimimo (jap. ちみも) (2022)
- Boku no Kokoro no Yabai Yatsu (jap. 僕の心のヤバイやつ) (2023)

### Filmy
- Hadashi no Gen 2 (jap. はだしのゲン２) (1986)
- Chiisai Sensuikan ni Koi wo Shita Dekasugiru Kujira no Hanashi (jap. 小さい潜水艦に恋したでかすぎるクジラの話) (2004)
- Boku no Boukuugou (jap. ぼくの防空壕) (2005)
- Jyu Oh Sei (jap. 獣王星) (2006)
- Kappa no Coo to Natsuyasumi (jap. 河童のクゥと夏休み) (2007)
- Futatsu no Kurumi (jap. ふたつの胡桃) (2007)
- Hokuto no Ken: Zero Kenshiro Den (jap. 北斗の拳 ZERO ケンシロウ伝) (2008)
- Pierwszy oddział: Moment prawdy (jap. ファースト・スクワッド First Squad: The Moment of Truth) (2009)
- Eve no Jikan Gekijouban (jap. イヴの時間劇場版) (2010)
- Gou-chan: Moco to Chinjuu no Mori no Nakama-tachi (jap. ゴーちゃん。～モコとちんじゅうの森の仲間たち～) (2017)
- Birthday Wonderland (jap. バースデー・ワンダーランド) (2019)